# Венче Гранде (Козенца)
Венче Гранде је насеље у Италији у округу Козенца, региону Калабрија.
Према процени из 2011. у насељу је живело 105 становника. Насеље се налази на надморској висини од 298 м.